# Tees Transporter Bridge
Il Tees Transporter Bridge è un ponte trasportatore che attraversa il fiume Tees, nell'Inghilterra settentrionale. Unisce la città di Middlesbrough con il villaggio di Port Clarence, nella contea di Durham. È il più lungo ponte trasportatore del mondo ed è l'ultimo ponte che attraversa il fiume Tees prima della sua foce nel mare del Nord.

## Storia
Nel 1907 il parlamento britannico approvò la costruzione della struttura per un costo totale di 68,02668£. Fu deciso di erigere un ponte trasportatore in modo tale che la navigazione del Tees non risentisse di particolari ostacoli. 
Il nuovo ponte, che andava sostituire un servizio di traghetti, fu costruito tra il 1909 ed il 1911 dalla Sir William Arrol & Co. di Glasgow. L'inaugurazione avvenne il 17 ottobre 1911 alla presenza del principe Arturo di Connaught. Al momento del suo completamento il ponte era dipinto di una vernice rossa.
Nell'aprile 1916, nel pieno della prima guerra mondiale, Middlesbrough fu bombardata da uno Zeppelin L11. Una delle bombe cadde attraverso la struttura del ponte e finì nelle acque del Tees. Durante la seconda guerra mondiale la parte superiore della struttura fu colpita da una bomba.
Nel 1961 l'intero ponte fu dipinto di blu. Nel 1985 fu dichiarato monumento classificato di grado II.
Nell'agosto 2019 il ponte fu chiuso per lavori di riparazione.

## Cultura
Il Tees Transporter Bridge compare in una scena del film del 2000 Billy Elliot.